# 忍者神龟 (2007年电影)
是一部2007年的動作冒險动画电影。由香港的意馬國際製作，凱文·門羅执导和編劇，改编自凱文·伊斯特曼和彼得·萊爾德所創作的漫画系列《忍者龜》。配音演員包含詹姆斯·阿諾德·泰勒、諾蘭·諾斯、Mitchell Whitfield、麥奇·凱利、克里斯·埃文斯、莎拉·米歇尔·盖拉、岩松信、凱文·史密斯、柏德烈·史釗活和章子怡。劳伦斯·菲什伯恩負責旁白。

## 情节概要
自从忍者神龟们在电影《忍者神龟II》中打败了劲敌施莱德（Shredder）之后，纽约市便恢复了暂时的平静，神龟们也开始过上了平淡的日子。而他们的老师斯普林特（Splinter，一只变异的大老鼠），为了增强他们的战斗力，把四龟中的老大列奥纳多（Leonardo）送去进修忍术。列奥纳多走后，其他三位兄弟也开始各自的生活，专注于他们各自喜欢的领域：老三米开朗基罗（Michaelangelo）靠装扮成乌龟造型的小丑在生日派对上搞搞气氛挣生活费；爱动脑筋的老四多纳泰罗（Donatello）则躲在地下世界做電腦客服员；神龟不再发挥威力的时候，纽约市又出现了一个“夜行侠”（Nightwatcher）维护治安，那就是四龟中最具正义感的老二拉斐尔（Raphael）。他成了纽约市民讨论的话题，忍者神龟们也不例外，但拉斐尔却总是来去匆匆，也鲜少加入“夜行侠”的讨论，而他总坚持“夜行侠”是正义的使者。
另一方面，纽约富翁麦克斯·温特斯（Max Winters）正积极收集古代文明的石像，而替他寻找石像的人便是忍者神龟的好伙伴爱普丽尔·欧尼尔（April O'Neil）。后来麦克斯·温特斯又找了一群忍者为他在城市中执行神秘的搜寻行动，他要忍者们探寻城市中一切的奇异事件，忍者们的美丽女队长卡拉（Karai），询问温特斯是何种奇异事件？温特斯却没有告诉她。后来温特斯找回了传说中四个战士将军的石像，并凭借现代科技和魔法，让他们由石像中复活。在忍者女队长卡拉对此感到怀疑的同时，温特斯又宣布除了四位将军，还会有另外十三只怪兽的出现，并且要卡拉带领底下的忍者们和四位战士将军一起抓回这些怪物。
在城市的奇怪事件接连发生的同时，忍者神龟们也面临一场家庭风暴。当列奥纳多获得师父的认可并授与一个古老奖章，继续更高深的训练，其它忍者神龟们却都无心于训练。列奥纳多一直想激起大家的斗志，拉斐尔却对此感到不满，他认为列奥纳多总是想当老大，处处插手兄弟们的生活。
一晚，列奥纳多发现了“夜行侠”就是拉斐尔，而战士将军们在当晚的执行任务中，把列奥纳多当作第十三只怪物，抓回了温特斯的牢房。没能保护兄弟的拉斐尔感到非常自责，决心放弃“夜行侠”的身份，重回忍者神龟的团队。同时，其它人也发现当晚就是传说中特定星象排列将要发生的时刻，而地点就在纽约的温特斯大厦。于是大家团结一致，决定展开拯救列奥纳多的行动。温特斯此时正在大厦里等待神圣的时刻来临，就在星象就定位的同时，地下的秘密牢房瞬时陷入地底，发出强光，构成了传说中通往异次元世界的通道。但本该一起发光的第十三号牢房却出了差错，温斯特这时才发现，战士将军们故意抓错了最后一个怪物。忍者神龟们也在此时闯入牢房，救出了列奥纳多。最终神龟和忍者们联手，打败了战士将军，抓回了第十三只怪物，摧毁了恶势力妄想称霸世界的企图，再次维护了世界和平。

## 配音员
| 配音演员           | 角色                                       |
| ------------------ | ------------------------------------------ |
| 詹姆斯·阿諾德·泰勒 | 李奧納多（Leonardo）                       |
| Mitchell Whitfield | 多纳泰罗（Donatello）                      |
| 麥奇·凱利          | 米开朗基罗（Michelangelo）                 |
| 諾蘭·諾斯          | 拉斐爾（Raphael） / 夜行侠（Nightwatcher） |
| 克里斯·埃文斯      | 凱西·瓊斯（Casey Jones）                   |
| 莎拉·米歇尔·盖拉   | 爱普丽尔·欧尼尔（April O'Neil）            |
| 岩松信             | 斯普林特（Splinter）                       |
| 柏德烈·史釗活      | 麦克斯·温特斯（Max Winters）               |
| 劳伦斯·菲什伯恩    | 旁白                                       |
| 章子怡             | 卡拉（Karai）                              |
| 凱文·史密斯        | 廚子                                       |

## 忍者神龟小档案

### 共同特征
- 住下水道
- 爱吃比萨饼

### 列奥纳多
- 取名：列奥纳多·达芬奇（意大利文艺复兴时期天才的艺术大师和科学巨匠）

- 排行（刻板印象）：老大

- 标志：蓝色眼带

- 武器：武士刀

- 性格：头脑冷静、英勇果断、富领导才能

- 行动特征：走路的姿态挺拔而端正

### 多纳泰罗
- 取名：多纳泰罗（意大利文艺复兴时期杰出的雕塑家和肖像画家）

- 排行（刻板印象）：老四

- 标志：紫色眼带

- 武器：武士棒

- 性格：随和、富创造力、酷爱发明

- 行动特征：动作低调、彬彬有礼

### 拉斐尔
- 取名：拉斐尔·桑齐奥（与达芬奇、米开朗基罗并称意大利文艺复兴时期艺坛三杰）

- 排行（刻板印象）：老二

- 标志：红色眼带

- 武器：鐵尺(Sai)

- 性格：脾气暴躁、爱打抱不平

- 行动特征：爱摇摆

### 米开朗基罗
- 取名：米开朗基罗（意大利文艺复兴时期才华横溢的画家、雕刻家和建筑师）

- 排行（刻板印象）：老三

- 标志：橙色眼带

- 武器：双截棍

- 性格：开朗幽默、喜欢热闹

- 行动特征：总是蹦蹦跳跳，不安分,party dude

## 评价
- SuperHeroHype（英语：Mandatory (company)）网站给与这部电影7星（总共10星）的成绩。并且评论说：“这部电影可以很好的在黑暗面描写与适合孩子观看之间达到平衡。”
- IGN.com网站同样给与这部电影7星（总共10星）的成绩。并且评论说：“这部电影是至今为止最好的忍者神龟电影。”
- JoBlo.com（英语：JoBlo.com）、CHUD 和Moviesonline 网站都给与这部电影8星（总共10星）的不错的成绩。
- Newsarama（英语：Newsarama），、Comic Book Resources和Toon Zone 也给与这部电影正面的评价。
- 在知名电影评价网站烂番茄上，普通用户给与这部电影69%正面的评价，相比之下，专业评论人却只给了33%正面的评价。[7] [8]

## 票房
这部电影首周票房超过同期其它电影，获得了第一名的成绩。它在第一个周末（2007年3月23日至25日）三天内票房就超过了2千5百万美元。在91天的公映期间，全球票房累计达到9千5百万美元。